# Гуєдін
Гуєдін (рум. Huedin) — місто у повіті Клуж в Румунії. Адміністративно місту також підпорядковане село Бікелату (населення 406 осіб, 2002 рік).
Місто розташоване на відстані 359 км на північний захід від Бухареста, 44 км на захід від Клуж-Напоки.

## Населення
За даними перепису населення 2002 року у місті проживали 9439 осіб.
Національний склад населення міста:
| Національність | Кількість осіб | Відсоток |
| -------------- | -------------- | -------- |
| румуни         | 5518           | 58,5%    |
| угорці         | 3067           | 32,5%    |
| цигани         | 847            | 9,0%     |
| німці          | 3              | < 0,1%   |
| українці       | 1              | < 0,1%   |
| словаки        | 1              | < 0,1%   |

Рідною мовою назвали:
| Мова      | Кількість осіб | Відсоток |
| --------- | -------------- | -------- |
| румунська | 5647           | 59,8%    |
| угорська  | 3127           | 33,1%    |
| циганська | 660            | 7,0%     |
| німецька  | 2              | < 0,1%   |
| словацька | 1              | < 0,1%   |

Склад населення міста за віросповіданням:
| Релігія                                       | Кількість осіб | Відсоток |
| --------------------------------------------- | -------------- | -------- |
| православні                                   | 5756           | 61,0%    |
| реформати                                     | 2904           | 30,8%    |
| п'ятдесятники                                 | 328            | 3,5%     |
| римо-католики                                 | 168            | 1,8%     |
| греко-католики                                | 122            | 1,3%     |
| баптисти                                      | 71             | 0,8%     |
| лютерани                                      | 7              | 0,1%     |
| бретрени                                      | 4              | < 0,1%   |
| не релігійні                                  | 4              | < 0,1%   |
| адвентисти                                    | 3              | < 0,1%   |
| унітарії                                      | 3              | < 0,1%   |
| лютерани (Синодально-пресвітеріанська церква) | 1              | < 0,1%   |
| не вказали релігію                            | 12             | 0,1%     |

## Зовнішні посилання
- Дані про місто Гуєдін на сайті Ghidul Primăriilor [Архівовано 4 квітня 2012 у Wayback Machine.]